# Sidónio Pais

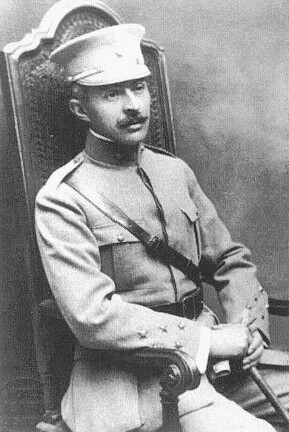
Sidónio Pais greep tijdens een succesvolle staatsgreep op 12 december 1917 de macht

Sidónio Bernardino Cardoso da Silva Pais [siˈðɔniw bɨɾnaɾˈðinu kɐɾˈðozu pajʃ] (Caminha, 1 mei 1872 – Lissabon, 14 december 1918) was een Portugees militair en politicus.

## Militaire carrière
Sidónio Pais was de zoon van een schrijver. Hij verloor zijn ouders al op jonge leeftijd en toen hij 16 jaar oud was werd hij beroepsmilitair. Hij bereikte uiteindelijk de rang van kapitein. Hij was docent wiskunde aan de militaire academie, en daarna aan de Universiteit van Coimbra.

## Politieke carrière
In 1911 werd Sidónio Pais in het parlement gekozen. In de republikeinse regering van João Chagas (1911) was Pais minister van Onderwijs en minister van Financiën in de regering van Augusto de Vasconcelos (1911-1912).
In 1912 werd Pais Portugees gezant in Berlijn. De pro-Duitse Pais bleef dit tot de Duitse oorlogsverklaring aan Portugal in 1916 – dit naar aanleiding van de confiscatie van Duitse schepen in Portugese havens. Pais verwachtte een overwinning van Duitsland en de centrale mogendheden en was fel gekant tegen de Portugese deelname aan de zijde der Entente. Terug in Portugal werkte Pais op het ministerie van buitenlandse zaken.

### Staatsgreep en presidentschap
In 1917 was de Portugese binnenlandse situatie chaotisch. Er waren ernstige partijtwisten en regeringen volgden elkaar continu op. Daarnaast bleek het steeds onmogelijk om meerderheidsregeringen te vormen. Pais – inmiddels bevorderd tot majoor – zag de rol van 'redder des vaderlands' voor zich weggelegd. In december 1917 braken er in Lissabon rellen uit tegen de zittende regering. Op 12 december 1917 greep hij via een militaire staatsgreep de macht. Hij dwong vervolgens president Bernardino Machado om in ballingschap te gaan. Pais nam zowel het ambt van president, als dat van minister-president op zich.
Pais stelde de Grondwet buitenwerking en riep de "Nieuwe Republiek" (República Nova) uit. Hij vestigde een autoritaire staat en maakte van Portugal een presidentiële republiek. Het liefst had hij waarschijnlijk de oorlog met Duitsland willen beëindigen, dit lukte uiteindelijk niet, maar hij voerde wel een duidelijke anti-oorlogspolitiek. Pais ontpopte zich tot een charismatisch en populistisch politicus en hij trachtte Portugal om te vormen tot een corporatieve standenstaat. Sommige historici zien daarom in majoor Pais de voorloper van de latere Portugese dictator en premier, António de Oliveira Salazar.
In april 1918 hield Pais een referendum, met de vraag of de bevolking hem als president wilde. De overgrote meerderheid van de bevolking sprak zich overduidelijk uit met een "ja". Pais was hiermee de eerste president tot dan toe, die direct werd gekozen. (Zijn voorgangers werden door het parlement gekozen.)
In mei 1918 liet Pais algemene parlementsverkiezingen houden. Zijn Sidonistische Nationaal-Republikeinse Partij (Partido Nacional Republicano) won de verkiezingen met grote meerderheid, op de voet gevolgd door de Monarchistische Partij. De republikeinse partijen (Democratische Partij, Evolutionistische Republikeinse Partij en de Unionistische Partij) boycotten de verkiezingen. Na de uitslag van de verkiezingen vormde Pais een nieuw kabinet. Hij begon langzaam maar zeker de politiek van zijn voorgangers ten aanzien van de Rooms-Katholieke Kerk te herzien. Hij herstelde de betrekkingen met de Heilige Stoel (verbroken in 1913). Ook zocht hij toenadering tot de monarchisten, dit ondanks de woede der republikeinen.
De toenadering tot de monarchisten verliep moeizaam. In oktober 1918 kwamen de monarchisten in Noord-Portugal in opstand. In Braga werd zelfs een monarchistische junta opgericht. Pais reisde daarop naar Braga om met de monarchisten te onderhandelen om een burgeroorlog te voorkomen. Tijdens zijn terugkomst in Lissabon werd hij op 14 december 1918 op het treinstation Rossio door een oorlogsveteraan doodgeschoten.
Met Pais kwam er niet direct een einde aan het Sidonistische tijdperk. Direct na zijn dood werd er een Militair Directorium gevormd en twee dagen later werd de macht overgedragen aan viceadmiraal João do Canto e Castro.

## Betekenis
De coup van Pais in december 1917 was een logisch gevolg op de instabiliteit die de Eerste Portugese Republiek kenmerkte. Mogelijk had Pais in 1918, mocht hij niet zijn doodgeschoten, de monarchie hersteld – of een regering gevormd waarin monarchisten zitting hadden.

## Privéleven
Sidónio Pais was getrouwd en had bij zijn vrouw vijf kinderen. Daarnaast had hij één buitenechtelijk kind.
- Biblioteca Nacional de España: XX1791625
- Bibliothèque nationale de France: cb16001287p (data)
- Gemeinsame Normdatei: 120200236
- International Standard Name Identifier: 0000 0000 6678 7716
- Library of Congress Control Number: n82091614
- Nationale Bibliotheek van Tsjechië: jo2018994317
- Nationale Bibliotheek van Polen: a0000003297603
- Système universitaire de documentation: 074914820
- Virtual International Authority File: 72218447
- WorldCat: E39PBJqVX34QGM6BcmgHRXfyVC

Manuel de Arriaga · Teófilo Braga · Bernardino Machado · Sidónio Pais · João do Canto e Castro · António José de Almeida · Manuel Teixeira Gomes · Bernardino Machado · Mendes Cabeçadas · Gomes da Costa · António Óscar Carmona · António de Oliveira Salazar · Francisco Craveiro Lopes · Américo Tomás · António de Spinola · Francisco da Costa Gomes · António Ramalho Eanes · Mário Soares · Jorge Sampaio · Aníbal Cavaco Silva · Marcelo Rebelo de Sousa